# Shanxia
Shanxia tianzhenensis is een plantenetende ornithischische dinosauriër, behorend tot de Ankylosauria, die tijdens het late Krijt leefde in het gebied van het huidige China. Het is vermoedelijk een jonger synoniem van Tianzhenosaurus
In 1993 werd door Lü Junchang en Li Zhixin bij het dorp Zhaojiagou in de prefectuur Tianzhen in de vallei van de Wu een skelet opgegraven van een ankylosauriër. De opgraving werd die zomer voltooid door het IVPP.
In 1998 benoemden en beschreven Paul Barrett, You Hailu, Paul Upchurch en Alex Burton de typesoort Shanxia tianzhenensis. De geslachtsnaam verwijst naar de provincie Shanxi. De soortaanduiding verwijst naar de vindplaats.
Het holotype, IVPP V11276, is gevonden in een laag van de Huiquanpuformatie die dateert uit het Campanien. Het bestaat uit een gedeeltelijk skelet met schedel. Bewaard zijn gebleven: een hersenpan, een achterhoofd, een schedeldak, een mogelijk quadratojugale, zes halswervels, drie ruggenwervels, vier staartwervels, een rechteropperarmbeen, een stuk darmbeen, een rechterdijbeen, de onderkant van het linkerdijbeen en één osteoderm.
In 1983 was op dezelfde locatie door Pang Qiqing al een ankylosauriërskelet gevonden, vermoedelijk van dezelfde soort. Het lukte hem om eind mei 1998 twee weken eerder de naam Tianzhenosaurus te publiceren welke aldus prioriteit heeft. Shanxia is dus het jongere synoniem van Tianzhenosaurus. Weliswaar mist het holotype van Shanxia osteodermen op de dwarskam van het achterste schedeldak die Tianzhenosaurus wel bezit maar dit is het vermoedelijk gevolg van beschadigingen. Victoria Megan Arbour stelde in 2014 dat beide soorten jongere synoniemen zijn van Saichania maar dat is zeer onzeker vanwege een verschillende herkomst en het nog niet goed beschreven zijn van de postcrania van Tianzhenosaurus.
In 1998 werd Shanxia in de Ankylosauridae geplaatst. Opmerkelijk is dat Shanxia en Tianzhenosaurus in bepaalde cladistische analyses op verschillende plaatsen in de stamboom uitvielen; Arbour toonde aan dat dit kwam door verscheidene onjuiste vaststellingen aangaande de bouw en het aanzien van beschadigingen voor werkelijke kenmerken.